# Live at the Fillmore East 2-11-69
Live at the Fillmore East 2-11-69 je koncertní dvojalbum skupiny Grateful Dead. Album bylo nahráno 11. února 1969 ve Fillmore East v New Yorku a vyšlo v říjnu 1997.

## Seznam skladeb
| Disk 1 | Disk 1                         | Disk 1            | Disk 1 |
| Pořadí | Název                          | Autor             | Délka  |
| ------ | ------------------------------ | ----------------- | ------ |
| 1.     | Good Morning Little Schoolgirl | Williamson        | 9:19   |
| 2.     | Cryptical Envelopment          | Garcia            | 1:55   |
| 3.     | The Other One                  | Weir, Kreutzmann  | 6:01   |
| 4.     | Cryptical Envelopment          | Garcia            | 6:58   |
| 5.     | Doin' That Rag                 | Garcia, Hunter    | 5:28   |
| 6.     | I'm a King Bee                 | Harpo             | 5:19   |
| 7.     | Turn On Your Love Light        | Scott, Malone     | 17:07  |
| 8.     | Hey Jude                       | Lennon, McCartney | 8:23   |

| Disk 2         | Disk 2                          | Disk 2                                          | Disk 2  |
| Pořadí         | Název                           | Autor                                           | Délka   |
| -------------- | ------------------------------- | ----------------------------------------------- | ------- |
| 1.             | Introduction by Bill Graham     | —                                               | 1:19    |
| 2.             | Dupree's Diamond Blues          | Garcia, Hunter                                  | 3:57    |
| 3.             | Mountains of the Moon           | Garcia, Hunter                                  | 4:50    |
| 4.             | Dark Star                       | Garcia, Kreutzman, Lesh, McKernan, Weir, Hunter | 12:29   |
| 5.             | St. Stephen                     | Garcia, Lesh, Hunter                            | 7:50    |
| 6.             | The Eleven                      | Lesh                                            | 6:09    |
| 7.             | Drums                           | Kreutzman, Hart                                 | 2:43    |
| 8.             | Caution (Do Not Stop on Tracks) | Grateful Dead                                   | 13:26   |
| 9.             | Feedback                        | Grateful Dead                                   | 4:03    |
| 10.            | We Bid You Goodnight            | traditional                                     | 9:05    |
| Celková délka: | Celková délka:                  | Celková délka:                                  | 2:01:14 |

## Sestava
- Jerry Garcia - sólová kytara, zpěv
- Bob Weir - rytmická kytara, zpěv
- Phil Lesh - basová kytara, zpěv
- Ron „Pigpen“ McKernan - harmonika, perkuse, zpěv
- Tom Constanten - varhany
- Mickey Hart - bicí
- Bill Kreutzman - bicí